# Comercio internacional

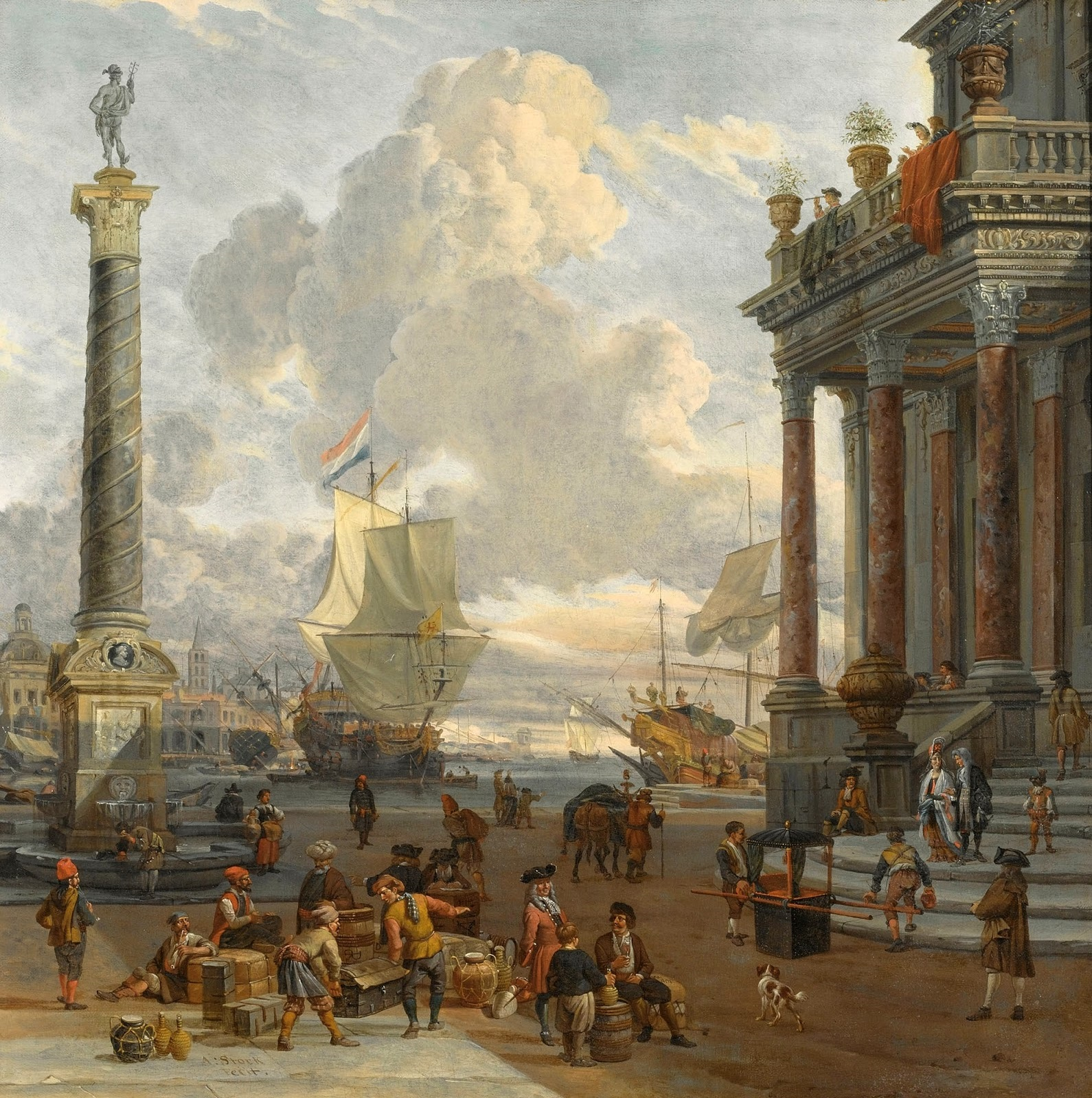
Escena del puerto de Harbour, de Abraham Storck.

Se define como comercio exterior o comercio internacional al movimiento que tienen los bienes y servicios a través de los distintos países y sus mercados ya sea interno o externo. Se realiza utilizando divisas y está sujeto a regulaciones adicionales que establecen los participantes en el intercambio y los gobiernos de sus países de origen. Al realizar operaciones comerciales internacionales, los países involucrados se benefician mutuamente al posicionar mejor sus productos, e ingresar a mercados extranjeros.
Las economías del comercio exterior se denominan economías abiertas. Este proceso de apertura externa se inició fundamentalmente en la segunda mitad del siglo XX, y de forma espectacular en la década de 1990, al incorporarse las economías latinoamericanas, de Europa del Este y el oriente asiático. Cada vez existe mayor interrelación entre lo que ocurre en los mercados internacionales y lo que sucede en la economía de un país determinado.

## Teorías del comercio internacional
Las diferentes teorías que explican el proceso de funcionamiento del comercio internacional, tratan de encontrar cuáles son las causas de este comercio, por qué comercian los países y estudian los efectos del comercio internacional sobre la producción y el consumo de los países o regiones económicas.

### Mercantilismo
El mercantilismo no es una teoría, es una práctica comercial. En Inglaterra a mediados del siglo XVI, fue utilizada como un sistema económico, mismo que fue adoptado por otras economías europeas. Este sistema se caracterizaba en que los países más ricos eran aquellos que conservaban mayores cantidades de metales preciosos, oro y plata; ante ello, los países poseían un alto interés por preservar un superávit comercial (exportar más que importar) para incrementar la riqueza nacional.

El economista y escritor inglés, Thomas Mun, explica: 
Los medios ordinarios para aumentar nuestra riqueza y tesoro son por el comercio exterior, por lo que debemos siempre observar esta regla: vender más anualmente a los extranjeros en valor de lo que consumimos de ellos.
Este sistema requería la intervención del gobierno para desarrollar políticas que fomentaran la exportación a través del subsidio; además  con la creación de aranceles y cuotas se buscaba minimizar las importaciones. El mercantilismo seguía 9 principios base:
1. Utilizar el territorio para la agricultura, minería y manufactura.
2. Utilizar la materia prima del país para la manufactura nacional. Un bien terminado vale más que la materia prima.
3. Fomentar el trabajo en una población abundante.
4. Prohibir todas la exportaciones de oro y plata, además de mantener en circulación todo el dinero nacional.
5. Obstaculizar las importaciones de bienes extranjeros.
6. De ser requeridas determinadas importaciones, obtenerlas a cambio de otros bienes, pero no utilizar metales preciosos como pago.
7. Limitar las importaciones a productos escasos en el país.
8. Buscar oportunidades de exportar el excedente de manufacturas, en especial a cambio de oro y plata.
9. Prohibir la importación de productos disponibles en el país.

Algunos economistas clásicos como David Hume, Adam Smith y David Ricardo criticaron este sistema económico, ya que, en un periodo prolongado no existe país apto para mantener un superávit comercial con el oro y plata como divisa.
Algunos otros economistas que aportaron al mercantilismo fueron:

#### Edward Misselden
Fue un comerciante cuyo papel principal se llevó a través del pensamiento económico del mercantilismo. Sus aportes son principalmente acerca de la balanza comercial, ya que fue el primero en hablar sobre este tema. Dicho concepto era simbolizado en términos de crédito y débito. De igual manera aportó la “balanza de comercio multilateral” la cual en la actualidad es la balanza de pagos.

##### Juan Bodino
Fue un filósofo, cuyo atributo al mercantilismo fue un tratado de la moneda, en donde expresaba que los costos subían debido a la existencia del oro, la plata y los monopolios.

###### Jean Bapstiste Colbert
Fue uno de los principales ministros de Francia en el reinado de Luis XIV. Baptiste creó un sistema económico que se basaba en acumular la riqueza. Para llevar a cabo esto se realizaron diversas restricciones al comercio, defensa a la industria entre otros.

###### Antonio Serra
Fue un economista, quien explicó cómo los tipos de cambio de las divisas son efecto e índice de la balanza de pagos, y analiza los bienes que la componen, superando el análisis tradicional que se hace en términos de exportaciones e importaciones.

## Teoría del superávit comercial
La teoría del superávit comercial, se remonta a finales del siglo XIV, teniendo su mayor auge en los siglos XVI, XVII y parte del siglo XVIII. Establecía, que la única forma de aumentar la posesión de metales preciosos, era a través del aumento de la exportación de bienes en relación con las importaciones.
Para las naciones que contaban con un sistema económico mercantilista, se consideraba indispensable el mantener un superávit dentro de la balanza comercial, para tener mayor riqueza dentro de la nación y proteger el enriquecimiento de los primeros Estados Nación (España, Inglaterra, Francia y Holanda). Esta teoría consideraba que las barreras al comercio internacional eran requeridas para proteger y mantener sus riquezas dentro de la nación.
La balanza comercial es un indicador en el comercio internacional, se calcula a través de la diferencia entre las exportaciones y las importaciones de un país en un tiempo determinado. Dicha balanza puede ser superavitaria o deficitaria.

## Teorías heterodoxas
Se reconocen como teorías heterodoxas a un conjunto de teorías y modelos, tales como: Marxismo, keynesianismo, economía Institucional y la teoría de la complejidad; que critican la visión clásica de la economía, intentando explicar las dificultades que tienen algunos países para alcanzar su desarrollo económico, enfocando su atención en las desigualdades originadas por el comercio internacional.
Estas teorías tienen una característica en común, puesto que sostienen que el comercio internacional no beneficia equitativamente a todos los países. Entre las teorías heterodoxas más conocidas se encuentran:
- Marxismo: Esta corriente se basa en la obra de Karl Marx y Engels, y sostiene que la lucha de clases es el motor de la historia y la economía. El marxismo critica el capitalismo y propone la abolición de la propiedad privada para establecer una sociedad socialista.[14]
- Keynesianismo: Esta teoría surgió a partir de las ideas de John Maynard Keynes, quien propuso políticas económicas que fomenten la demanda agregada para superar las crisis económicas. El keynesianismo sostiene que el Estado tiene un papel importante en la regulación de la economía, a través de políticas fiscales y monetarias.[15]
- Economía institucional: Esta teoría se centra en el análisis de las instituciones que influyen en el comportamiento económico de los individuos y las organizaciones. La economía institucional considera que las instituciones, como las normas sociales y las regulaciones, son fundamentales para entender la economía.[16]
- Teoría de la complejidad: Esta corriente se basa en la teoría de sistemas complejos y sostiene que la economía es un sistema complejo compuesto por múltiples factores interconectados. La teoría de la complejidad se enfoca en entender la dinámica y las interacciones entre los diferentes elementos del sistema económico.[17]

Estas teorías heterodoxas, entre otras, plantean perspectivas alternativas a las corrientes dominantes en la economía y otras disciplinas, pueden ser útiles para comprender o abordar problemas complejos desde enfoques diversos.

## La tesis Singer Prebisch
La tesis Singer-Prebisch sostiene que existe una tendencia histórica a largo plazo de deterioro de los términos de intercambio entre los países productores de materias primas y los países industrializados en los sectores de bienes manufacturados. De esta forma, estas ideas se consideran que apoyan los principios proteccionistas del comercio internacional.
Esta tesis fue propuesta en la década de 1950 por los economistas Hans Singer y Raúl Prebisch, se basa en la observación de que los precios de las materias primas, como el café, el cacao, el petróleo y el cobre, han tendido a caer en términos reales en relación con los precios de los productos manufacturados, como los automóviles y los electrodomésticos.
Según la tesis Singer-Prebisch, esta tendencia se debe a que los países desarrollados tienen ventajas tanto tecnológicas como de capital, que les permite producir bienes manufacturados más eficiente y con un menor costo en comparación con los países en desarrollo, los cuales tienden a especializarse en la producción de materias primas. Además, la tesis sostiene que los países desarrollados han utilizado su poder económico y político para mantener los precios bajos de las materias primas, buscando obtener beneficios en el comercio internacional.
Como respuesta a esta situación, los defensores de la tesis Singer-Prebisch han propuesto diversas políticas económicas para reducir la dependencia de los países en desarrollo de la exportación de materias primas, mientras fomentan el desarrollo de industrias manufactureras nacionales. Entre estas políticas se incluyen la nacionalización de recursos naturales, la inversión en educación y tecnología, la regulación de los precios de las materias primas y la promoción del comercio regional entre países en desarrollo.
Existen ejemplos de países en desarrollo que han logrado mejorar su posición en el comercio internacional a través de la producción y exportación de bienes manufacturados de alta calidad. Sin embargo, esta sigue siendo relevante para comprender las desigualdades económicas globales y las políticas necesarias para abordarlas.

## Teorías clásicas
La teoría clásica gira en torno a la interacción que se da entre el comercio y el crecimiento económico, basándose en dos vertientes como lo son la teoría de la ventaja absoluta y la teoría de la ventaja comparativa.

### Teoría de ventaja absoluta
Esta teoría destaca la importancia que tiene el libre comercio para incrementar la riqueza de las naciones. Así mismo, se hace énfasis en la importancia de reconocer la escasez de recursos y la necesidad de establecer un sistema de distribución de bienes, de este modo, los países pueden ser capaces de producir y exportar productos que requieran un recurso abundante de manera local, e importar los que demandan un recurso escaso.
La teoría de la ventaja absoluta sostiene que el comercio internacional puede ser mutuamente benéfico para los países que se encuentren realizando un intercambio de bienes y servicios. Por esta razón, los países utilizan esta teoría como un método de comparación de costos; esto les permite medir la competitividad con la que cuentan ante el mercado internacional.
Con lo mencionado en los párrafos anteriores, se puede definir a la ventaja absoluta como: la capacidad de producir un bien a un costo menor. Dando como resultado, que un país se puede beneficiar económica y comercialmente produciendo y exportando bienes cuya materia prima abunda en el territorio nacional e importando mercancías de las cuales no podrían considerarse ricos. Un ejemplo de esto sería: si una persona cuenta con mejor tecnología, más tiempo, más capital o mejores habilidades que otra para producir algún producto eso significa que, tiene la ventaja absoluta de dicho producto. Los beneficios en el comercio surgen a partir de las ventajas comparativas así que las personas pueden obtener beneficios comerciales gracias a la ventaja comparativa.
Las herramientas que constituyen la superioridad competitiva de la ventaja absoluta son:
- Recursos tecnológicos, ya que la evolución de la tecnología es clave para optimizar  los procesos productivos y reducir costos aprovechando los medios existentes.
- Tiempo, pues cuanto menos tiempo se emplee en la producción de un bien, más productos se podrán sacar al mercado, en un periodo menor.
- Inversión, para poder analizar diferentes facetas de procesos de producción y destinar los recursos necesarios a cada una de ellas.
- Trabajo, acelerando el proceso de producción de los bienes

Las características que proporciona la teoría de la ventaja absoluta son:
- Se tiene la creencia de que un país tendrá la capacidad de exportar un producto solo si tiene el costo más bajo.
- Se toma como referencia la relación entre el valor del producto y la cantidad que se puede producir por hora de trabajo.
- Se destaca la importancia del libre comercio como forma en que las riquezas de los países pueden incrementarse.
- Se enfatizan los recursos internos y propios de los países.

Sin embargo, se encuentran algunas limitaciones en esta teoría:
- En la teoría no se incluyó el costo de transportación ni la movilidad de los trabajadores, por lo que se dificulta el proceso de inferir que un país puede ser más productivo con menos recursos.
- Las regulaciones que favorecen a una industria a través de los costos de oportunidad llegan a quitarle esos mismos recursos a otra; lo que impide que existan formas con mayor ventaja.[22]
- Debido a estas limitaciones presentadas, existe una teoría que contradice la de la ventaja absoluta; a esta se le conoce como: Teoría de la ventaja comparativa. Mientras que la ventaja absoluta implica que uno de los países sea mejor en la producción de un bien, así la ventaja comparativa hace referencia al costo de oportunidad que existe para un país en el que su producción de un determinado bien no tendrá la necesidad de producir otro.[26]

#### Teoría de la ventaja comparativa o relativa
La teoría de la ventaja comparativa, fue propuesta como base para incrementar el bienestar económico de la población a través del comercio internacional, favoreciendo la producción especializada de un país con base en el uso intensivo de factores de producción en la que tiene una ventaja comparativa, como en materia prima, tierras fértiles o mano de obra y la comercialización con otros países de esos bienes que producen de manera más eficiente.
Esta teoría conduce a una mayor eficiencia en la producción y a una mayor prosperidad económica para todos los países involucrados. Al ser considerada una teoría clásica, han surgido críticas contrarias a esta, que ponen en duda la veracidad de la ventaja comparativa; gracias a nuevas variables como la competencia desleal y el dumping que pueden dañar la industria nacional y la economía.
El libre comercio tiende a crear desigualdades económicas y sociales dentro de un país, y a pesar de estas limitaciones, esta teoría sigue siendo aceptada como parte de las teorías de la economía internacional. La evidencia empírica ha demostrado que el comercio internacional ha contribuido al crecimiento económico y la prosperidad en muchos países. Además de ser útil para entender los cambios en los patrones de comercio y cómo estos pueden afectar a diferentes países y sectores de la economía.
Teoría de la demanda recíproca
La teoría de la demanda recíproca tiene como sustento a la teoría de la ventaja absoluta y a la teoría de la ventaja comparativa, en esta teoría Mill propone una nueva perspectiva donde el intercambio de mercancías debe enfocarse en la extensión de la demanda interna de un país con respecto a otro.
De acuerdo con el autor, el intercambio comercial entre naciones de diferentes tamaños beneficiará al país más pequeño, esto se debe a la relación del cambio de quién tienda a estar más acerca del país grande pues la oferta del país pequeño es inferior a la demanda del país grande, por lo que tiende a aumentar el precio del bien exportado por el país pequeño.

Para Mill, el intercambio comercial entre dos países era el resultado de los gustos y situaciones económicas de los consumidores que pertenecían a cada una de las naciones, es por ello que varían los tipos de productos y las cantidades que cada país necesita importar de otro país. De igual forma, afirma que las exportaciones de un territorio se fortalecerán en la medida en que el mismo compre o importe mercancías producidas en otro, sosteniendo así que: 
El éxito de un país reside en tener un superávit en sus exportaciones, los países pagan sus importaciones con las exportaciones, por ende, el costo real de  importaciones es el valor de producción de las mercancías que exporta.

### Efecto internacional de Fisher
El economista estadounidense Irving Fisher, propone una hipótesis en el ámbito de las finanzas internacionales; en la cual explica que sí la tasa de inflación en un país A es más alta que la inflación en un país B; entonces la tasa nominal en el país A tendría que ser más alta que la tasa de interés nominal en el país B.
Se entiende el término tasa de interés nominal al tipo de interés sin ajustar por el cambio en el poder adquisitivo del dinero debido a la inflación. Para ejemplificarlo, si una persona obtiene un préstamo con una tasa de interés nominal del 5% anual, eso significa que deberá pagar un 5% de interés al año sobre el monto del préstamo. Si la inflación es del 3% anual, la tasa de interés real que el prestatario pagará será del 2% anual (tasa de interés nominal del 5% menos la inflación del 3%).
El efecto Fisher internacional tiene consecuencias importantes en los tipos de cambio entre dos monedas diferentes, tales como euros y dólares. En caso de que una moneda tenga una tasa de interés nominal más alta que otra moneda, entonces se espera que esa moneda se aprecie en relación con la otra moneda; usando el ejemplo anterior se espera que el dólar se aprecie en relación con el euro.
Esto se debe a que los inversores buscarán invertir en la moneda con la tasa de interés más alta para obtener un mayor rendimiento. En resumen, el efecto Fisher Internacional es una relación importante entre la inflación y las tasas de interés nominales en dos países diferentes. Si la tasa de inflación es más alta en un país, entonces se espera que la tasa de interés nominal en ese país sea más alta que la tasa de interés nominal en otro país con una inflación más baja. Esto tiene implicaciones para el tipo de cambio entre las monedas de los dos países, ya que se espera que la moneda con la tasa de interés nominal más alta se aprecie en relación con la otra moneda.

#### Modelo Heckscher-Ohlin
Fue formulado en 1933 por el economista Ohlin, aunque su mentor, Heckscher, había planteado el teorema original en 1919. El modelo enfatiza en los factores de producción que están disponibles en los diferentes países y la proporción en la que son utilizados en la producción de diferentes bienes.

Según este modelo, el comercio internacional no solo puede explicarse por las diferencias en la productividad laboral, sino también por las diferencias en la dotación de factores entre países, como la tierra, el trabajo y el capital. La cantidad relativa de estos elementos varía de un país a otro, y los procesos de producción utilizan estos factores con diferentes intensidades relativas. De esta manera, el modelo de Heckscher-Ohlin sostiene que
Las diferencias internacionales en la dotación de factores conducen a diferentes ventajas comparativas. Los países exportan aquellos bienes que requieren intensidades de factores más altos y, por el contrario, importan aquellos bienes que requieren intensidades de factores más bajos.
Los economistas desarrollaron este modelo que establece la teoría de asignación de factores, la cual indica que los países con mayor capital exportarán productos en relación con el mismo y los países que están enfocados en mano de obra, exportarán y se especializan en estos mismos, de esta manera, se produce una mayor especialización.
A diferencia de la teoría de la ventaja absoluta de Smith y de la teoría de la ventaja comparativa de Ricardo, donde el comercio y la especialización están determinados principalmente por la productividad, el modelo se enfoca en la dotación del trabajo y capital.
En resumen, este modelo busca explicar cómo las diferencias en la dotación de factores entre países influyen en los flujos comerciales internacionales y cómo estos flujos pueden generar beneficios para los países con diferentes dotaciones de factores.

#### Modelo de gravedad del comercio
Este modelo establece que el comercio entre dos países es proporcional al tamaño económico de ambos países, medido por sus respectivos producto interior bruto (PIB) y disminuye con la distancia entre ellos, manteniéndose constante todas las demás variables.

### Teoría neoclásica comparativa
Esta teoría es una de las principales del periodo neoclásico que se desarrolló en los años 1870-1920, la cual surgió con base a las teorías de la ventaja absoluta y comparativa sobre en qué debería especializarse cada país en producción.
La teoría neoclásica del consumidor estipula que el factor de producción principal no son los costos de producción o la cantidad de recursos usados para producir, si no la percepción del consumidor sobre el producto en sí, un ejemplo muy claro son las marcas de lujo como Swarovski, Versace o Balenciaga el costo de producir sus joyas, perfumes y sus prendas es mucho menor que el precio que cobran al mercado y la razón por la que la gente adquiere sus productos es porque les dan un estatus y una experiencia lo cual da una satisfacción personal a los consumidores.
En conclusión la teoría neoclásica comparativa es una rama de la teoría neoclásica, la cual tiene sus bases en la ventaja comparativa y absoluta  que los países deben especializarse en la producción de bienes que tengan el menor costo de producción o cuando produzcan más bienes teniendo la misma o menor cantidad de recursos que otros países, pero la neoclásica adjunta que estos no son los factores más importantes si no la percepción del consumidor sobre el producto ya que así obtienen un estatus y una satisfacción personal.

#### Teoría de la demanda representativa
Fue expuesta y dirigida por Linder en el año 1961. Se centró en enfocar las similitudes que tienen los países que realizaban un elevado intercambio comercial. El economista describe que la teoría de demanda representativa está basada en el comercio internacional entre países, El autor describió los flujos del comercio cuestionando por qué surge este intercambio.
Linder toma como referencia a países con niveles de ingresos similares junto con estructuras productivas similares, así como en las preferencias de los consumidores, observando la demanda del mercado, es decir, lo que compra la gente, con el objetivo de saber el tipo de productos que la demanda quiere de cada país y observando el incremento conforme crece el ingreso de cada uno de ellos.
Sabiendo esto, se sostiene que la teoría de la demanda representativa es una estructura en la que la demanda de un país para diferentes bienes y servicios se explica principalmente por la distribución del ingreso y la composición de su estructura productiva.
El economista tomó los patrones de consumo de la gente de cada país acorde a su nivel de ingresos, encontrando que cuando hay una similitud de renta per cápita la cual mide la relación entre el PIB y el número de residentes de un país tenderán a consumir los mismos tipos de bienes. La conexión con el comercio internacional existe porque se exporta lo que se produce y se produce lo que se consume, creando así un comercio intraindustrial.
La estructura de la demanda de un país se explica en gran parte por la distribución del ingreso y la composición de su red productiva, influye la oferta y la demanda de cada país en donde podemos ver la productividad de la economía, mostrando los patrones de comercio. En conclusión, la teoría destaca la importancia de la oferta disponible en la determinación de la estructura de la demanda de un país. Por lo tanto, sugiere que las preferencias de los consumidores están estrechamente relacionadas con la oferta disponible, relacionado al comercio internacional e influye en las preferencias de los consumidores al afectar la oferta disponible de los bienes y servicios en un país.

### Teoría del ciclo de vida del producto
En 1966, Vernon propuso la teoría del ciclo de vida del producto al comercio internacional, en un artículo llamado Inversión iInternacional y comercio internacional en el ciclo del producto que fue publicado en la Revista Trimestral de Economía de la Universidad de Oxford, en la cual explicaba que el proceso de fabricación de un producto es realizado en el país en el que se inventa y al estar terminado, por medio de exportaciones los demás países podrán adquirirlo; una vez que el producto es estandarizado la producción se puede trasladar a otro país.
Cuando las empresas consideran que es factible desarrollar su producto a menores costos, en ocasiones dejan de producir en sus lugares de origen para mudar la producción al país en donde tendrán una ventaja, sin embargo, dependiendo del sector es la toma de decisiones sobre el cambio, por ejemplo, en el sector automotriz mueven sus procesos de producción de ciertos tipos de unidades a otro país pero sin dejar de producir algunos otros en el mismo país de origen.
Esta teoría se relaciona con el modelo de ciclo de vida del producto ya que explica el proceso que sufre el producto desde su entrada hasta su salida en el mercado. Durante la primera etapa, la producción se lleva a cabo en donde se diseñó y creó el producto para posteriormente exportar a países con un nivel de desarrollo y demandas similares, para la segunda etapa existen países que crean copias y estas mismas llegan al lugar donde se creó por primera vez, en la etapa de madurez el mercado ya no está en crecimiento y sobreviven aquellas empresas que cuenten con una ventaja comparativa y para así concluir con la etapa en la que países menos desarrollados son los que producen y comercializan el producto en su mismo territorio, ya que las innovaciones técnicas requieren grandes cantidades de capital y mano de obra calificada predominantemente se encuentra en países que son altamente industrializados.
En mercadotecnia, la teoría se relaciona con el término obsolescencia programada u obsolescencia dinámica, término que Alfred Sloan, presidente de GM, utilizó para definir sus estrategias de venta para ser competencia de Henry Ford.

#### Obsolescencia programada
Se entiende por obsolescencia programada cuando productos industrializados tienen un determinado comportamiento en el mercado, en este caso, es la acción intencional diseñada por los propios fabricantes para que los productos dejen de funcionar en un tiempo determinado, es decir, una falla planeada.
Existen 4 tipos de Obsolescencia Programada:
- Sistémica: los sistemas operativos ya no son compatibles, puertos de entrada han sido actualizados y dejan de ser compatibles.
- Percibida: hacer que la nueva versión de un producto haga ver al anterior como obsoleto.
- Fechada: forzada.
- Legal: la regulación prohíbe el uso por diversos fines.

Para entender este ciclo es necesario comprender que un producto es aquel bien que está destinado para satisfacer las necesidades, intenciones o problemas del consumidor en un mercado por lo que cualquier bien que no esté creado para una necesidad en particular está destinado al fracaso.
Los productos pueden ser:
- De conveniencia: se compran regularmente.
- De comparación: se compran con menor frecuencia, son más caros.
- De convicción: se buscan de manera autónoma porque son de mejor calidad o son únicos en el mercado.
- No buscados: cuando son necesarios.

El ciclo está dividido en 5 etapas que son:
1. Desarrollo: de ideas, acciones, diseños, costos de producción altos.
2. Introducción: el producto se puede comercializar, se definen los principales indicadores de desempeño.
3. Crecimiento: existe potencial de perpetuidad, mayores ventas y distribución, nacen competidores.
4. Madurez: pruebas a la persistencia del producto, ya no hay crecimiento constante en ventas.
5. Declive: clientes se adaptan a nuevas alternativas.

### La nueva teoría del comercio internacional y la política comercial estratégica
El sustento básico de las teorías antes expuestas era la existencia de competencia perfecta, que permitía, por la vía del libre comercio, aumentar el bienestar de los países. A finales de los años 1970 y principios de la década de 1980, surgieron algunos economistas como Paul Krugman, Avinash Dixit, James Brander y Bárbara J. Spencer que esbozaron unas nuevas elaboraciones teóricas fundadas en la existencia de fallos de mercado que ponían en cuestión, no en todos los casos, la teoría clásica del comercio internacional de que los intercambios internacionales se fundamentan exclusivamente en la teoría de la ventaja comparativa y que la defensa bajo cualquier circunstancia del libre comercio y, de la no intervención estatal en esta área económica pudiera no ser la práctica óptima. En palabras de Krugman: el replanteamiento de la base analítica de la política comercial es una respuesta al cambio real ocurrido en el ambiente y al progreso intelectual logrado en el campo de la economía.
Estas nuevas teorías utilizan las herramientas de la teoría económica y la formalización matemática y suponen una crítica de mayor profundidad a las teorías neo-clásicas que las provenientes de otros campos de la economía como la sociología o la estructura económica. Asimismo, tratan de responder a dos cuestiones: la primera es por qué se comercia y la segunda, cómo debe ser la política según estas nuevas explicaciones.
La base argumental de esta teoría radica en cuando no es posible alcanzar un óptimo de Pareto a nivel mundial debido a fallos de mercado, hay que optar por elegir situaciones denominada second best o segundo óptimo. Entre las infinitas situaciones de segundo óptimo, los Estados pueden preferir unas a otras y tomar las medidas que lleven a colocarse en un segundo óptimo distinto del establecido. Los fallos de mercado que justifican la política comercial estratégica son básicamente la existencia de beneficios extraordinarios en un sector económico y la existencia de externalidades tecnológicas de carácter positivo.

## Teoría de la división internacional del trabajo
La teoría de la división internacional del trabajo (DIT) explica cómo se distribuyen y organizan las actividades económicas entre los países y cómo esta distribución afecta al desarrollo económico. Según la misma, los países se especializan en la producción de ciertos bienes y servicios, en función de sus ventajas comparativas, y luego intercambian estas mercancías y productos en el mercado internacional.
La teoría de la DIT se originó en el siglo XVIII con el trabajo del economista británico Adam Smith, quien argumentó que los países deberían especializarse en la producción de bienes en los que tienen una ventaja comparativa, es decir, en los que son relativamente más eficientes. Por ejemplo, un país que tiene una gran cantidad de tierra y un clima adecuado para el cultivo de trigo, puede producir este bien a un menor costo que otros países, y por lo tanto, debería especializarse en su producción y exportación.
La DIT también se basa en la teoría de los costos de transporte, que sostiene que los bienes que son costosos de transportar a largas distancias no se comercializan en el mercado internacional. Por lo tanto, los países tienden a especializarse en la producción de bienes que son fáciles de transportar y comercializar. En la actualidad, la DIT se utiliza para explicar cómo la globalización ha afectado la distribución de la producción y el comercio entre los países. Según la teoría, la globalización ha llevado a una mayor especialización así como una mayor integración de los mercados internacionales, lo que ha permitido a los países aprovechar sus ventajas comparativas y acceder a una mayor variedad de bienes y servicios.
En resumen, esta teoría explica cómo los países se especializan en la producción de bienes y servicios en función de sus ventajas comparativas y cómo esta distribución afecta al comercio internacional y al desarrollo económico; explica la idea de que los países se especializan en la producción de bienes que son relativamente más eficientes y que pueden transportarse fácilmente, lo que les permite comerciar en el mercado internacional y aprovechar sus ventajas comparativas.

### Teorías de la escuela de Krugman
La escuela de Krugman, liderada por el economista estadounidense Paul Krugman, quien ha desarrollado varias teorías importantes en el campo de la economía internacional y sus orígenes fueron cuando el economista David Ricardo propuso este nuevo modelo en 1979 y que con el paso del tiempo estuvo vigente desde principios del siglo XIX. La primera parte de esta teoría hace énfasis en la diferenciación entre los países a partir de las economías de escala. Los principales planteamientos de Ricardo con el paso del tiempo tuvieron modificaciones por Heckser y Ohlin, y de igual forma su vez al tratar de explicar esto, no tuvieron suficientes bases para la dominación progresiva del comercio internacional de los países que tenían los mismos productos y las mismas condiciones.
Algunas de las principales teorías de la escuela de Krugman:
1. Teoría de la competitividad de los clústeres: Krugman argumentó que las empresas tienden a agruparse geográficamente en ciertas regiones debido a la presencia de economías de aglomeración, lo que les permite ser más productivas y competitivas. Esta teoría ha sido ampliamente utilizada para explicar la importancia de los clústeres en la economía global. El comercio internacional no sólo está determinado por las diferencias en las dotaciones de recursos y la tecnología entre los países, sino también por las economías de escala que se generan a medida que las empresas aumentan su producción. La producción a gran escala permite reducir los costos unitarios, por tanto, ofrecer precios más bajos y aumentar la competitividad de las empresas en el mercado global. Además, la teoría de la escuela de Krugman sostiene que las diferencias en la productividad entre los países también son importantes para explicar el comercio internacional. Los países que son más productivos en la producción de ciertos bienes y servicios tendrán ventajas comparativas en la exportación de esos bienes y servicios.[46]
2. Teoría de la nueva economía geográfica: Explica cómo la geografía y la ubicación pueden afectar la economía, en particular a través de la aglomeración de empresas y la formación de clústeres. La teoría también destaca la importancia de las redes de transporte la Escuela de Krugman destaca la importancia de los costos de transporte en el comercio internacional. Los costos de transporte pueden hacer que los bienes producidos en un país sean más caros en otro, lo que puede limitar el comercio entre los países.[46]

#### Liberalismo social, político y económico
El liberalismo es una filosofía política que se centra en la libertad individual, la igualdad ante la ley y la protección de los derechos individuales como de propiedad. Hay tres ramas principales del liberalismo:
- El primero que es el liberalismo social se enfoca en garantizar la libertad y la igualdad de oportunidades para todos los miembros de la sociedad, especialmente aquellos que son marginados o desfavorecidos. Esto puede incluir políticas que brindan acceso a la educación, la atención médica, el empleo y la vivienda.
- El segundo es conocido como liberalismo político, el cual se enfoca en garantizar la libertad individual y los derechos civiles, incluyendo la libertad de expresión, la libertad de religión así como la libertad de asociación. También se enfoca en limitar el poder del gobierno para proteger los derechos individuales.
- Por último tenemos al liberalismo económico que se enfoca en la libre empresa y la libre competencia, con un gobierno limitado que no interfiere en los asuntos económicos de los individuos y las empresas. Se cree que la competencia libre y abierta beneficia a todos al mejorar la eficiencia, además de reducir los costos.

Es importante señalar que no todas las personas que se identifican como liberales se adhieren a las tres ramas del liberalismo. Algunos pueden enfatizar una rama particular en detrimento de las otras.

##### Nueva teoría neoclásica
La nueva teoría neoclásica (NTN) es una corriente de pensamiento económico que surge en la década de 1980 como una respuesta a las críticas que se habían hecho a la teoría neoclásica. La especulación se centra en el análisis de los mercados y en la toma de decisiones de los agentes económicos, busca explicar por qué las empresas y los consumidores adoptan ciertas estrategias y cómo estas decisiones afectan el funcionamiento del mercado.
Dicha teoría se basa en varios conceptos clave, incluyendo la teoría de la información asimétrica, la teoría de los costos de transacción además la teoría de los contratos. Estas teorías ayudan a explicar cómo los agentes económicos toman decisiones y cómo estas decisiones afectan el funcionamiento del mercado. Por ejemplo, la teoría de la información asimétrica explica cómo los compradores e igualmente los vendedores tienen diferentes niveles de información sobre los bienes y servicios que se están negociando, lo que puede afectar los precios más la calidad de los productos. Otro concepto importante de la NTN es la idea de que los mercados no siempre son perfectamente competitivos, sino que pueden estar caracterizados por monopolios, oligopolios o competencia monopolística. Estos mercados imperfectos pueden dar lugar a resultados ineficientes, lo que puede requerir la intervención del gobierno para corregirlos.
En resumen, la teoría es una corriente de pensamiento económico que se centra en la toma de decisiones de los agentes económicos y en cómo estas decisiones afectan el funcionamiento del mercado. Dicha teoría utiliza varios conceptos clave, como la suposición de la información asimétrica y la hipótesis de los costos de transacción, para explicar cómo funcionan los mercados y cómo pueden ser corregidos cuando no funcionan eficientemente.

## Modelos de comercio internacional
- Librecambismo
- Proteccionismo: estudia las barreras establecidas contra el libre comercio internacional.
  - Arancel
  - Política arancelaria
  - Contingente
  - Dumping
  - Guerra comercial
  - Barreras no arancelarias
  - Salvaguardia económica
  - Argumento de la industria naciente
  - Empobrecer al vecino

## Estudios económicos
Para promover las exportaciones, muchos organismos gubernamentales publican los estudios de mercado por sector industrial y país. Lista de los organismos gubernamentales por país:
- Estados Unidos: USCS, dependiente de US Department of Commerce y USDA (Department of Agriculture) en los sectores de la agricultura y la agroalimentación.
- España: Instituto Español de Comercio Exterior (ICEX), tiene como misión promover la internacionalización de las empresas españolas.
- Canadá: Export Development Canadá (EDC) y Agriculture and Agri-Food Canadá que pública estudios internacionales en su sector.
- Francia: Ubifrance (promoción de las exportaciones)

AFII (implantación de empresas foráneas)
- Reino Unido: UK Trade & Investment se encarga tanto de la promoción de sus exportaciones como de la implantación en el Reino Unido de empresas forasteras.
- Hong Kong: Hong Kong Trade Development Council (HKTDC).
- Japón: JETRO
- Australia: Austrade

## Regulación del comercio internacional
Tradicionalmente, el comercio era regulado mediante acuerdos bilaterales entre dos países. Bajo la creencia en el mercantilismo, durante muchos siglos los países imponían altos aranceles y otras restricciones severas al comercio internacional. En el siglo XIX, especialmente en Gran Bretaña, la creencia en el libre comercio tomó fuerza, y esta perspectiva ha venido dominando el cálculo político entre los países occidentales hasta la actualidad. Desde el final de la Segunda Guerra Mundial, varios tratados multilaterales han intentado crear una estructura global de regulación comercial.
La mayor parte de los países comunistas y socialistas creen en la autarquía, la cual supone la ausencia completa de comercio internacional y la satisfacción de las necesidades económicas mediante la autosuficiencia. A pesar de estas creencias, todos los países se involucran en algún tipo de comercio internacional, ya que es muy difícil para un solo país satisfacer todas sus necesidades económicas.
La necesidad de regular el comercio internacional nace de las prácticas desleales de algunas empresas multinacionales para ser dominantes en la industria, estás prácticas son las siguientes:
- La venta a pérdida: la venta a pérdida (del inglés dumping) se refiere a disminuir el precio de un producto debajo de su costo de producción con el fin de acaparar el mercado.
- Discriminación de precios: se refiere a elevar los precios de venta de un producto para cierto sector socioeconómico y reducirlo para otro sector socioeconómico con un poder adquisitivo menor con el fin de vender más caro a las clases altas y a precios más reducidas a las clases medias y bajas.

Se han utilizado varios instrumentos para manipular el comercio internacional. Estos incluyen el arancel, las salvaguardias, las cuotas de exportación e importación y las barreras no arancelarias. Un componente esencial del comercio internacional es el transporte internacional de mercancías. Las condiciones y términos del mismo están regulados por los Incoterms.

### Términos internacionales del comercio (Incoterms)
La Comisión de Prácticas Comerciales de la Cámara de Comercio Internacional desarrolló lo que se ha dado en llamar Incoterms, acrónimo procedente de la expresión inglesa International Commercial Terms. Se pretendía con ello que, con independencia de la nacionalidad de las partes o del lugar geográfico de su uso, los implicados pudiesen en todo momento saber cuáles eran los derechos y obligaciones de cada uno de ellos en un contrato determinado.
Los Incoterms carecen de toda fuerza normativa o legal, y obtienen su reconocimiento de su cotidiano y constante uso a nivel mundial, por lo que, para que sean de aplicación a un contrato determinado, este deberá especificarlo así.
Los Incoterms contienen un total de trece posiciones, o tipos de cláusulas diferentes, que pueden luego, mediante el uso de determinadas adiciones, modificarse parcialmente. Además, a lo largo de su existencia han sufrido sucesivos cambios y modificaciones, para adaptarlos a los cambios en los usos comerciales, técnicas, avances tecnológicos, etc. La última edición corresponde al año 2010, que se halla todavía en vigor. Aquí hay una lista:
- EXW (en fábrica): Ex Works

El vendedor cumple su obligación una vez que pone la mercancía en su establecimiento (fábrica, taller, almacén, etc.) a disposición del comprador. No siendo por tanto responsable, ni teniendo obligación sobre la carga de la mercancía en el vehículo proporcionado por el comprador, ni ninguna otra correspondiente a seguros, transporte o despachos y trámites aduaneros de la mercancía. El comprador corre con todos los gastos desde que la mercancía es puesta a su disposición en el lugar convenido. Es importante aclarar al comprador los horarios de carga del almacén, fecha a partir de la que podrán realizar la carga, e incluso si la mercancía, o el embalaje utilizado, necesitarán de alguna medida o condición de transporte especial. Es el único Incoterm en el que el vendedor no despacha la aduana de exportación, sin embargo si debe proveer la ayuda y los documentos necesarios para ello.
Existe la posibilidad de contratar una modalidad de EXW CARGADO, en la que el vendedor entrega la mercancía y la carga en el camión o medio de transporte enviado por el comprador.
- FCA (francotransportista): Free Carrier

El vendedor ha cumplido sus obligaciones cuando ha depositado la mercancía, ya despachada de aduana para exportación, a cargo del transportista nombrado por el comprador, en el lugar o punto fijado para ello.
- FAS (franco al costado del buque): Free Alongside Ship

El vendedor ha cumplido sus obligaciones cuando ha depositado la mercancía al costado del buque, sobre muelle o barcaza (atención a los usos y costumbres del puerto, o del sector, así como a las características técnicas del puerto de carga para evitar sobrecostes), en el puerto de embarque convenido, soportando todos los riesgos y gastos hasta este momento. En la versión 2000, el vendedor corre con la obligación de despachar de aduana de exportación. El comprador corre, a partir de este momento con todos los costes y riesgos de la mercancía. Esta posición de INCOTERM solo puede ser usada en transporte marítimo, fluvial o lacustre. Suele ir acompañado del puerto de carga elegido, por ejemplo FAS CARTAGENA (SPAIN).
- FOB (franco a bordo): Free On Board

El vendedor ha cumplido sus obligaciones cuando la mercancía, ya despachada de aduana para exportación, ha sobrepasado la borda del buque designado, en el puerto de embarque convenido, soportando todos los riesgos y gastos hasta este momento. El comprador corre, a partir de este momento con todos los costes y riesgos de la mercancía. Esta posición de INCOTERM solo puede ser usada en transporte marítimo, fluvial o lacustre. Suele ir acompañado del puerto de carga elegido, por ejemplo FOB CARTAGENA (SPAIN). En la versión 2000, en el FOB ESTIBADO debe ser pactado expresamente por las partes como queda el reparto de gastos y riesgos del estibado y trincado de las mercancías.
- CFR (coste y flete): Cost And Freight

El vendedor ha de pagar los costes y el flete necesarios para hacer llegar la mercancía al puerto de destino convenido, lo que incluye todos los gastos de exportación, despacho aduanero incluido. No obstante el riesgo de pérdida o daño de la mercancía, así como cualquier otro gasto adicional ocurrido después de que la mercancía haya traspasado la borda del buque corren por cuenta del comprador. Igualmente corren por cuenta de este los gastos de descarga en el puerto de destino, (aunque hay algunas excepciones a esta regla). Suele ir acompañado del puerto de destino elegido, por ejemplo CFR CARTAGENA (SPAIN). Esta posición de INCOTERM solo puede ser usada en transporte marítimo, fluvial o lacustre.
- CIF (coste seguro y flete): Cost, Insurance and Freight

El vendedor tiene las mismas obligaciones que en el apartado anterior, CFR, pero además incluye bajo su cargo y responsabilidad la contratación del seguro y el pago de la prima correspondiente durante el transporte de las mercancías. Hay que destacar que este seguro solo tiene obligación de ser de "cobertura mínima", si desea mayor cobertura deberá ser pactado expresamente. Hay que aclarar que el riesgo sigue siendo por cuenta del comprador desde que la mercancía cruza la borda del buque, pero que el vendedor tiene la obligación de contratar el seguro al que hemos hecho referencia. Esta posición de INCOTERM solo puede ser usada en transporte marítimo, fluvial o lacustre. Suele ir acompañado del puerto de destino elegido, por ejemplo CIF CARTAGENA (SPAIN). En la versión 2000, en el CIF ESTIBADO debe ser pactado expresamente por las partes como queda el reparto de gastos y riesgos del estibado y trincado de las mercancías. Igualmente es necesaria esta especificación expresa de costos y riesgos para el CIF DESEMBARCADO (LANDED).
- CPT (transporte pagado hasta): Carriage Paid To

El vendedor ha de pagar los costes y el flete del transporte necesario para hacer llegar la mercancía al punto de destino convenido, lo que incluye todos los gastos y licencias de exportación, despacho aduanero incluido. No obstante el riesgo de pérdida o daño de la mercancía, así como cualquier otro gasto adicional ocurrido después de que la mercancía haya sido entregada al transportista corren por cuenta del comprador. Igualmente corren por cuenta de este los gastos de descarga, aunque con alguna excepción, en el punto de destino.
Puede usarse con cualquier modo de transporte, incluido el multimodal.
- CIP (transporte y seguro pagado hasta): Carriage And Insurance Paid to

El vendedor tiene las mismas obligaciones que en el apartado anterior, CPT, pero además incluye bajo su cargo y responsabilidad la contratación del seguro y el pago de la prima correspondiente durante el transporte de las mercancías. Debemos indicar que este seguro solo tiene obligación de ser de "cobertura mínima, si desea mayor cobertura deberá ser pactado expresamente. Hay también que aclarar que el riesgo sigue siendo por cuenta del comprador desde que la mercancía es entregada al transportista, pero que el vendedor tiene la obligación de contratar el seguro al que hemos hecho referencia. Esta posición de INCOTERM puede ser usada en cualquier tipo de transporte, incluido el multimodal.
- DAF (entrega en frontera): Deliver At Frontier

El vendedor cumple su obligación de entrega cuando ha entregado la mercancía despachada de aduana de exportación, en el punto y lugar convenidos de la frontera, punto que como regla general define la Autoridad Aduanera del país, pero antes de la aduana fronteriza del país colindante. El vendedor corre con los gastos y el riesgo hasta el momento de la entrega, y el comprador desde la recepción de la mercancía. Suele usarse para transporte terrestre, ferrocarril y carretera, pero nada impide que se pueda usar con los restantes. Es muy importante comprobar que la Aduana designada está preparada y habilitada para despachar nuestra mercancía. Igualmente es interesante especificar cuál de las aduana es la elegida, para evitar que pueda ser cualquier aduana entre los dos países.
- DES (entrega sobre buque): Delivered Ex Ship

El vendedor cumple su obligación de entrega cuando coloca la mercancía, a bordo del buque, en el puerto de destino acordado a disposición del comprador, ya despachada de aduana de exportación. El vendedor corre con los gastos y el riesgo hasta el momento de la entrega (buque atracado y listo para descarga), y el comprador desde la recepción de la mercancía. Solo se usa para transporte marítimo, fluvial o lacustre. Suele ir acompañado del puerto de destino elegido, por ejemplo DES CARTAGENA (SPAIN).
- DEQ (entregada en muelle): Delivered Ex Quay

El vendedor cumple su obligación de entrega cuando coloca la mercancía, sobre el muelle del puerto de destino acordado, a disposición del comprador,.En los INCOTERMS 2000 desaparece la obligación de despachar de aduana de importación por parte del vendedor, y esta debe ser pactada por las partes expresamente. El vendedor corre con los gastos y el riesgo hasta el momento de la entrega (excepto pacto expreso). Solo se usa para transporte marítimo, fluvial o lacustre. Suele ir acompañado del puerto de destino elegido, por ejemplo DEQ CARTAGENA (SPAIN). Pueden excluirse, mediante pacto expreso e indicándolo así en el INCOTERM, determinados conceptos, del pago por el vendedor, pasando a ser pagadas por el comprador (DEQ CARTAGENA, VAT UNPAID). Es interesante especificar que pasaría si por causas de fuerza mayor no se pudiese realizar la descarga en el punto indicado, por ejemplo huelga, catástrofe, etc.
- DDU (entrega derechos no pagados): Delivered Duty Unpaid

El vendedor cumple su obligación de entrega cuando coloca la mercancía, en el punto de destino acordado, a disposición del comprador, ya despachada de aduana de exportación. El vendedor corre con los gastos y el riesgo hasta el momento de la entrega. Puede utilizarse con independencia del medio de transporte elegido. Suele ir acompañado del lugar de destino elegido, por ejemplo DDU CARTAGENA (SPAIN). Pueden incluirse, mediante pacto expreso e indicándolo así en el INCOTERM, determinados conceptos dentro de los pagos a realizar por el vendedor, dejando entonces de ser pagados por el comprador. DDU, VAT PAID, CARTAGENA. (SPAIN).
- DDP (entrega derechos pagados): Delivered Duty Paid

El vendedor cumple su obligación de entrega cuando coloca la mercancía, en el punto de destino acordado, a disposición del comprador, ya despachada de aduana de exportación e importación, y con todos los gastos pagados. El vendedor corre con los gastos y el riesgo hasta el momento de la entrega. Puede utilizarse con independencia del medio de transporte elegido. Suele ir acompañado del lugar de destino elegido, por ejemplo "DDP CARTAGENA (SPAIN)". Pueden excluirse, mediante pacto expreso e indicándolo así en el Incoterm, determinados conceptos de los pagos a realizar por el vendedor, y dejan entonces de ser pagados por este, y pasan a ser pagados por el comprador: DDP, VAT UNPAID, CARTAGENA. (SPAIN).

## Comercio internacional y nuevas tecnologías
Las nuevas tecnologías están facilitando en gran medida la operativa del comercio exterior. Los sistemas informáticos y de gestión permiten hacer seguimiento de los envíos, acceder a todos los datos relevantes de un contenedor o grupaje en destino y compartir y administrar la documentación necesaria de forma fácil. Existen plataformas informáticas que permiten hacer todos los trámites de gestión por parte de los exportadores, importadores y organismos públicos. Buen ejemplo de esta integración de sistemas es el SISCOMEX de Brasil, centrado en gestión de las exportaciones.
El comercio internacional también se está viendo fomentado por la mayor facilidad de encontrar clientes en el exterior, gracias al mayor alcance de los portales corporativos en Internet. También ayuda la mayor difusión de la información en Internet con la consolidación y crecimiento de buscadores de Internet y directorios especializados.
Internet está siendo un elemento dinamizador en la internacionalización de las empresas. También ayuda en la elaboración de análisis de mercados, no solo por el acceso a información editada relevante, sino por las posibilidades que brinda de estudio directo de mercado a través de nuevas plataformas como las redes sociales. Portales como Facebook o Twitter tienen millones de usuarios, y comienzan a estudiar la forma de utilizar estadísticamente toda la información que los usuarios agregan en sus portales. Esta información habla mucho de variables sociológicas, pues se tienen datos estadísticos normales, y opiniones y mensajes directos, así como interrelaciones entre usuarios. Las posibilidades que brinda toda esta información son muy interesantes desde el punto de vista estadístico, de intención de compra y econométrico.

## La balanza de pagos
La balanza de pagos es el instrumento contable que informa de las transacciones de un país con el resto del mundo. Se define como el documento contable que registra sistemáticamente el importe, de todas las operaciones comerciales y financieras que tienen lugar durante un cierto periodo de tiempo entre los residentes del país y los del resto del mundo. Cuando en la balanza de pagos los ingresos superan a los gastos se dice que es excedentaria, también se le conoce como superhabit. Cuando en la balanza de pagos los ingresos son menores que los gastos se dice que es deficitaria etc.
Cuando un país tiene una balanza de pagos deficitaria, se dice que se incrementa su deuda externa, y en el caso contrario, se dice que el país tiene un superávit o excedente financiero internacional.